# Animal (grupo musical)
Animal fue una banda de glam metal y heavy metal fundada en 1988 por Randy Piper, exintegrante de W.A.S.P., junto con el vocalista Rich Lewis, en Cincinnati, Ohio.

## Historia
Tras la salida de la banda W.A.S.P., Randy conoció a Rich Lewis y formaron la agrupación Randy Piper's Animal, que luego pasó a ser Animal, junto a Head Shreader como segunda guitarra, Nalle Påhlsson como bajista y Steve Solon como baterista.

### Lanzamiento de su debut
Ya formada la banda, firmaron para la disquera Perris Records para el lanzamiento del álbum 900 Lb. Steam, logrando así posteriores éxitos con sus siguientes lanzamientos.

### Fin de Animal
Luego de su tercer álbum, Randy abandonó la banda para unirse brevemente a Alice Cooper. Los miembros dejaron la banda para sacar sus propios proyectos, llegando el fin de Animal en 2007 tras el lanzamiento de su tercer álbum.

## Discografía

### Álbumes de estudio
- 900 Lb. Steam - 1988
- Violent New Breed - 1998
- Virus - 2007

### En vivo
- Animal alive - 1989

## Alineación

### Miembros actuales
- Rich Lewis - voz principal
- Randy Piper - guitarra y coros
- Head Shreader - guitarra
- Nalle Påhlsson - bajo
- Steve Solon, baterista.

### Exmiembros
- Eric Hyman - Guitarra rítmica (1988-1989)
- Greg Coldewey - Bajo (1988-1989, 2001- 2003)
- Steve Solon - Batería (1988-1990)
- Tom Vitorino - Voz (1989)
- Scott Gaines - Bajo / Voz (1989)
- Alex Nelson - Guitarra / Voz (1989)
- Lenny Spickle - Bajo / Voz (1989)
- Kelly Wilmont - Batería ( 2001-2003)
- Mike Skimmerhorn - Guitarra (2002)
- Chris Holmes - Guitarra (2003)
- Jack Livengood - Bajo (2002-2003)
- Frankie Garisto - Batería (2003)
- Chris Laney - Guitarra / Voz (2004-2007) Intérpretes invitados

### Miembros para giras
- Nalle Påhlsson - Bajo (2007, Festival de Rock de Suecia)
- Johan Koleberg - Batería (2007, Festival de Rock de Suecia)